# Peio Martinez de Eulate Maestresalas
Peio Martinez de Eulate Maestresalas (Lizarra (Navarra) 1979), més conegut com a Eulate, és un polític basc, antic jugador professional de pilota basca.
Com pilotari va jugar en la posició de rest, en nòmina de l'empresa Aspe. Va debutar l'any 2001 al Frontó Labrit de Pamplona i es va retirar l'any 2010 al Frontó Astelena d'Eibar.
Com polític, és regidor de Bildu a l'Ajuntament de Pamplona des de les eleccions municipals de 2011.

## Palmarés
- Campió per parelles, 2006 i 2007.